# 古谷一郎
古谷 一郎（ふるや いちろう 、1968年2月17日 - ）は、日本の実業家。ラーメン店「なんつッ亭」など を経営している有限会社なんつッ亭の創業者で顧問相談役。

## 来歴
1968年、神奈川県秦野市に生まれている。両親は、定食屋を経営。姉がいる。
神奈川県立伊志田高等学校に入学。
後に､暴走族に加わり中退した。
22歳の時に、定時制高校に入り直した。
大学に進学するも､中退した。
24歳から27歳までは､彼女にお金を出してもらいヒモ生活を送った。

27歳の時、テレビのラーメン特集で行列のできたラーメン店を見たのがきっかけとなり、ラーメン店を志した。
熊本県のラーメン店で修行。そして、29歳の時に「なんつッ亭」一号店を開業。オープン当日に彼女と結婚した。
2022年に代表から顧問相談役に退き、経営は株式会社せい家が引き継いでいる。

2018年4月に政治団体「秦野から未来を創る会」を発足させ、政治活動を始める。
2019年4月7日施行の神奈川県議会議員選挙に立憲民主党公認で地元の秦野市選挙区（定数2）から立候補するも、次点で落選。
2023年神奈川県議会議員選挙に無所属で立候補するも、次点で落選となった。

## 著書
- うまいぜベイビーラーメン伝説（2011年、ISBN 9784751109298、旭屋出版）

## 主な出演
- 情熱大陸